# Länsväg 205
De Zweedse weg 205 (Zweeds: Länsväg 205) is een provinciale weg in de provincie Örebro län in Zweden en is circa 118 kilometer lang.

## Plaatsen langs de weg
- Askersund
- Laxå
- Svartå
- Degerfors
- Karlskoga
- Grythyttan

## Knooppunten
- Riksväg 50 bij Askersund (begin)
- E20: kort gezamenlijk tracé, bij Laxå
- Länsväg 204: gezamenlijk tracé, bij Svartå
- Länsväg 243: start gezamenlijk tracé, bij Degerfors
- Länsväg 243: einde gezamenlijk tracé, Länsväg 237: begin gezamenlijk tracé, en E18, bij Karlskoga
- Länsväg 237: einde gezamenlijk tracé
- Länsväg 244 bij Grythyttan (einde)